# بام لونغ
بام لونغ (بالإنجليزية: Pam Long)‏ هي كاتبة سيناريو أمريكية، ولدت في 1953.

## وصلات خارجية
- بام لونغ على موقع IMDb (الإنجليزية)
- بام لونغ على موقع قاعدة بيانات الفيلم (الإنجليزية)